# Alipumilio nigrocoeruleus
Alipumilio nigrocoeruleus är en tvåvingeart som beskrevs av John Richard Vockeroth 1964. Alipumilio nigrocoeruleus ingår i släktet Alipumilio och familjen blomflugor. Inga underarter finns listade i Catalogue of Life.